# Flaunt It
Albums de Sigue Sigue Sputnik
Dress for Excess
(1988)
Singles
1. Love Missile F1-11
Sortie : février 1986
2. 21st Century Boy
Sortie : juin 1986

Flaunt It est le premier album du groupe britannique Sigue Sigue Sputnik, sorti en 1986.
Au Royaume-Uni, l'album a débuté à la 10e place du hit-parade des singles (pour la semaine du 3 au 9 août 1986).
L'album a la particularité d'être ponctué de passages publicitaires entre les morceaux.

## Liste des pistes
L'album a été produit par Giorgio Moroder.
Face 1
1. Love Missile F1-11 (Re-Recording Part II) (3:49)
2. Atari Baby (4:57)
3. Sex-Bomb-Boogie (4:48)
4. Rockit Miss U·S·A (6:08)

Face 2
1. 21st Century Boy (5:10)
2. Massive Retaliation (5:02)
3. Teenage Thunder (5:17)
4. She's My Man (5:37)